# Список пресмыкающихся, занесённых в Красную книгу Туркменистана
Список пресмыкающихся, занесённых в Красную книгу Туркменистана состоит из 15 видов ящериц и 5 видов змей, включённых в третье издание Красной книги Туркменистана (2011).

## Список видов
| Иллюстрация                    | Русское и латинское название, автор таксона                               | Ареал на территории Туркменистана. Численность и лимитирующие факторы | Охранный статус в ККТ | Статус МСОП                   | Прим.        |
| ------------------------------ | ------------------------------------------------------------------------- | --- | --------------------- | ----------------------------- | ------------ |
| Подотряд Ящерицы (Sauria)      |                                                                           | |                       |                               |              |
| Гекконы (Gekkonidae)           |                                                                           | |                       |                               |              |
|                                | Гладкий геккончик Alsophylax laevis (Nikolsky, 1907)                      | До 70-х гг. XX в. был известен от урочища Каррыбент до села Мадав, где имел высокую численность. Но из-за хозяйственного освоения земель в предгорьях Копетдага многие места обитания вида были утрачены. Незатронутой осталась популяция на равнине между Малым Балханом и Кюрендагом, а также вблизи села Мадав.                                                        | II (EN)               | Вымирающий вид                | [ 1 ]        |
|                                | Геккончик Щербака Alsophylax szczerbaki (Golubev & Sattarov, 1979)        | Обитает в глинисто-солончаковой пустыне, на лёссовых обрывах разрушенных зданиях на левом (от села Габаклы) и правом (озеро Илджик) берегу Амударьи до Кёнеургенча. С 1980-х гг. численность сокращается из-за трансформации и разрушения пригодных мест обитания. Ранее считался подвидом панцирного геккончика, но в настоящее время рассматривается как отдельный вид. | III (VU)              | Уязвимый вид                  | [ 2 ] [ 3 ]  |
|                                | Бугорчатый геккончик Bunopus tuberculatus (Blanford, 1874)                | Изолированная от основного ареала популяция известна по 7 находкам на останцах во впадине Ероюландуз в Бадхызе. | V (DD)                | Вид с неопределённым статусом | [ 4 ]        |
|                                | Длинноногий геккон Tenuidactylus longipes (Nikolsky, 1896)                | В Туркменистане распространён подвид T. l. microlepis, который многими герпетологами считается отдельным видом. В Туркменистане распространён на юго-западе Бадхыза и в Восточном Копетдаге на каменистых обрывах, скальных выходах пород и развалинах домов. | IV                    | Уязвимый вид                  | [ 5 ] [ 3 ]  |
|                                | Туркменский геккон Tenuidactylus turcmenicus (Szczerbak, 1978)            | Известен на известняковых скалах и береговых обрывах в Бадхызе, Карабиле и верховьях реки Мургаб. Численность стабильна. | IV                    | Уязвимый вид                  | [ 6 ]        |
| Агамовые (Agamidae)            |                                                                           | |                       |                               |              |
|                                | Круглоголовка Голубева Phrynocephalus golubewii Shenbrot & Semyonov, 1990 | Эндемик. Обитает только на солончаке Улышор севернее железнодорожной станции Бами. Ранее рассматривалась как популяция пятнистой круглоголовки. | I (CR)                | CR                            | [ 7 ] [ 3 ]  |
|                                | Круглоголовка-вертихвостка Phrynocephalus guttatus (Gmelin, 1789)         | В Туркменистане обитает подвид Ph. g. salsatus, встречающийся на севере страны во впадине Гызыклышор, возвышенности Каплакыр и в окрестностях впадины Узыншор. Редка. | V (DD)                | Вид вне опасности             | [ 8 ]        |
|                                | Сетчатая круглоголовка Phrynocephalus reticulatus (Eichwald, 1831)        | Обитает на правобережье Амударьи от крепости Наргыз до посёлка Осты. Популяция малочисленна вследствие выпаса скота. | III (VU)              | Вид вне опасности             | [ 9 ]        |
|                                | Хентаунская круглоголовка Phrynocephalus rossikowi Nikolsky, 1899         | На левобережье Амударьи от Газаджака до Сейди. Численность в целом стабильна, хотя на близких к населённым пунктам территориям снижается. | III (VU)              | Вымирающий вид                | [ 10 ]       |
| Сцинковые (Scincidae)          |                                                                           | |                       |                               |              |
|                                | Глазчатый халцид Chalcides ocellatus (Forsskål, 1775)                     | Обитает в межгорных понижениях центрального Копетдага и Бадхыза. Крайне редок. | V (DD)                | Вид вне опасности             | [ 11 ]       |
|                                | Змееящерица Чернова Ophiomorus chernovi Anderson et Leviton, 1966         | Узкоареальный вид, известный по трём находках на наносных песках на правом берегу Теджена. | V (DD)                | Вид вне опасности             | [ 12 ]       |
| Настоящие ящерицы (Lacertidae) |                                                                           | |                       |                               |              |
|                                | Копетдагская ящерица Darevskia kopetdaghica Ahmadzadeh et al., 2013       | Редко встречается в ущельях с древесно-кустарниковой растительностью в центральном Копетдаге. Ранее считалась популяцией эльбурской ящерицы (Darevskia defilippii). | IV                    | Вымирающий вид                | [ 13 ] [ 3 ] |
|                                | Разноцветная ящурка Eremias arguta (Pallas, 1773)                         | В глинистых пустынях восточной части страны обитает подвид E. a. uzbekistanica. Редка из-за распашки и обводнения пустынь. | III (VU)              | Вид вне опасности             | [ 14 ]       |
|                                | Черноглазчатая ящурка Eremias nigrocellata Nikolsky, 1896                 | Известна на крайнем востоке страны в окрестностях сёл Базардепе, Геокмияр и посёлка Достлук. Численность сокращается. | III (VU)              | Вид вне опасности             | [ 15 ]       |
|                                | Таджикская ящурка Eremias regeli Bedriaga in Nikolsky, 1905               | Обитает в предгорьях Копетдага и на прилегающих территориях. Очень редка. | III (VU)              | Вид вне опасности             | [ 16 ]       |
| Подотряд Змеи (Serpentes)      |                                                                           | |                       |                               |              |
| Удавы (Boidae)                 |                                                                           | |                       |                               |              |
|                                | Восточный удавчик Eryx tataricus (Lichtenstein, 1823)                     | В Туркменистане известен по 6 находкам, сделанным у подножия Койтендага на каменисто-щебнистых склонах и в глинистой пустыне. | IV                    | Вид вне опасности             | [ 17 ]       |
| Ужеобразные (Colubridae)       |                                                                           | |                       |                               |              |
|                                | Палласов полоз Elaphe sauromates (Pallas, 1814)                           | Обитает на крайнем западе страны на периферии своего ареала. Численность в настоящее время неизвестна. | IV                    | Вид вне опасности             | [ 18 ]       |
|                                | Большеглазый полоз Ptyas mucosa (Linnaeus, 1758)                          | Распространён в долине рек Мургаб и Кушка. Наблюдаемое снижение численности во второй половине XX в. остановилось благодаря усилению охраны вида и запрету вывоза из страны. В настоящее время насчитывается около 5000 особей. | III (VU)              | Вид вне опасности             | [ 19 ]       |
|                                | Иранская кошачья змея Telescopus rhinopoma (Blanford, 1874)               | Известна по трём экземплярам из западного и центрального Копетдага. | V (DD)                | Вид с неопределённым статусом | [ 20 ]       |
| Гадюковые (Viperidae)          |                                                                           | |                       |                               |              |
|                                | Гюрза Macrovipera lebetina (Linnaeus, 1758)                               | Обитает в горах Копетдага, Бадхыза, Карабиля и Койтендага, а также в долинах рек Амударья, Муграб, Теджен и Атрек. Встречается в том числе в сельскохозяйственных угодьях. Вылов гюрзы для получения яда в серпентариях привёл к значительному снижению её численности во второй половине XX века. В настоящее время численность насчитывает около 130 000 особей.        | III (VU)              | Вид вне опасности             | [ 21 ]       |